# Stizocera curacaoae
Stizocera curacaoae là một loài bọ cánh cứng trong họ Cerambycidae.